# Chloris exilis
Chloris exilis är en gräsart som beskrevs av Stephen Andrew Renvoize. Chloris exilis ingår i släktet kvastgrässläktet, och familjen gräs. Inga underarter finns listade i Catalogue of Life.